# Novi Strilîșcea
Novi Strilîșcea (în ucraineană Нові Стрілища) este o așezare de tip urban din raionul Jîdaciv, regiunea Liov, Ucraina. În afara localității principale, mai cuprinde și satele Linia și Stari Strilîșcea.

## Demografie
Componența lingvistică a așezării de tip urban Novi Strilîșcea
     Ucraineană (99,68%)
     Alte limbi (0,32%)
Conform recensământului din 2001, majoritatea populației așezării de tip urban Novi Strilîșcea era vorbitoare de ucraineană (99,68%), existând în minoritate și vorbitori de alte limbi.